# Arborio (rýže)

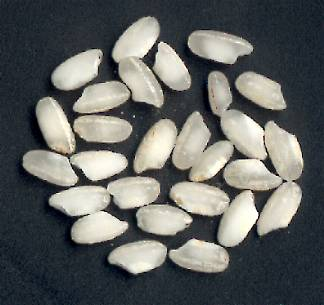
Zrna rýže Arborio

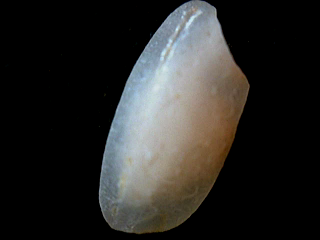
Zvětšená fotografie nalomeného zrna Arboria

Arborio je druh krátkozrnné japonské varianty rýže seté (Oryza sativa) pěstované v Itálii. Je pojmenována podle města Arborio v údolí řeky Pádu, kde se hojně pěstuje. 
Při vaření zůstávají zrna pevná na skus, přesto jsou jemná a mazlavá, díky vysokému obsahu amylopektinu (jedné ze dvou složek škrobu). Vařená rýže Arborio se dobře pojí s ostatními zrny a dobře vstřebává chutě, čímž je vhodná pro přípravu rizota nebo rýžových pudinků. 